# Acalypha capensis
Acalypha capensis là một loài thực vật có hoa trong họ Đại kích. Loài này được (L.f.) Prain mô tả khoa học đầu tiên năm 1913.